# Nadya Tolokonnikova

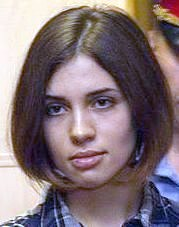
Tolokonnikova

Nadezjda "Nadya" Tolokonnikova, född 7 november 1989 i Norilsk i Sovjetunionen, är en rysk musiker, konceptuell konstnär och politisk aktivist. Hon är en av grundarna av den feministiska gruppen Pussy Riot.
Den 17 augusti 2012 greps Tolokonnikova för "huliganism motiverad av religiöst hat" efter en föreställning i Kristus Frälsarens katedral i Moskva. Hon dömdes till två års fängelse. Den 23 december 2013 släpptes hon i förtid tillsammans med Maria Alyokhina, en annan Pussy Riot-medlem, under en nyligen antagen amnestilag i samband med 20-årsdagen av den ryska konstitutionen.
Under fängelsevistelsen kallades Tolokonnikova för politisk fånge av den ryska människorättsgruppen Solidaritet. Amnesty International kallade henne för samvetsfånge på grund av "strängheten i de ryska myndigheternas reaktion".
Den 30 december 2021 lade ryska myndigheter till Tolokonnikova på en lista över "utländska agenter".

## Böcker
- Nadezjda Tolokonnikovas slutplädering. Nadya Tolokonnikova, 2012.[17]
- Comradely Greetings: The Prison Letters of Nadya and Slavoj. Nadya Tolokonnikova & Slavoj Žižek, 2014 .
- How to Start a Revolution. Tolokonnikova, Nadya & Maria Alyokhina, 2016.
- Read and Riot: Hur man blir en aktivist. Nadya Tolokonnikova, 2018. Utgiven på svenska 2019.[18][19][20]